# Peter Madsen
Peter Langkjær Madsen (dánsky: [ˈpʰe̝ˀtɐ ˈlɑŋˌkʰeˀɐ̯ ˈmæsn̩], 12. ledna 1971) je dánský odsouzený vrah a bývalý podnikatel. V dubnu 2018 byl odsouzen na doživotí za vraždu švédské novinářky Kim Wall, ke které došlo v srpnu 2017 na palubě jeho ponorky.

## Život
Narodil se 12. ledna 1971. Mládí strávil v dánských městech Sæby a Høng. Jeho otec se k němu v dětství choval násilnicky. Jeho matka od svého muže se svými dětmi po několika letech odešla. Madsen se k otci po letech vrátil. Oba sdíleli lásku k raketám, a tak společně vynalézali a pracovali.
Svůj zájem o techniku rozvíjel i na základní škole, kde sestrojil svoji první raketu. Později vystudoval gymnázium u města Kalundborg. Jeho otec zemřel, když mu bylo osmnáct let.
Vstoupil do kodaňského raketového klubu Dansk Amatør Raket Klub (DARK). Ostatními členy klubu byl silně neoblíben. Nikdy nedokončil žádné formální vzdělání. Absolvoval pouze kurzy svařování a strojírenství. Díky těmto kurzům se začal více věnovat ponorkám.

## Vražda švédské novinářky Kim Wall

### Vražda
Dne 11. srpna 2017 byl zatčen po potopení ponorky UC3 Nautilus a zmizení švédské novinářky Kim Wall, která se s ním v ponorce potopila a dělala s ním rozhovor.

### Vyšetřování a soudní proces
Následujícího dne soud rozhodl, že bude držen ve vazbě po dobu 24 dnů na základě obvinění ze zabití z nedbalosti. Tvrdil, že novinářku vysadil na pevnině na výběžku Refshaleøen v noci před potopením. Později svou výpověď změnil a uvedl, že zemřela na palubě při nehodě a že ji následně pohřbil v moři.
Dne 21. srpna bylo na pobřeží Amageru objeveno lidské torzo, které patřilo Wallové. Bylo v něm několik bodných ran. Torzo bylo rovněž připevněno ke kusu kovu, aby se zajistilo jeho potopení na mořské dno.
Více než po měsíci byly v moři objeveny zbývající části jejího těla. Dne 30. října 2017 Madsen změnil svou výpověď a přiznal, že její tělo rozčtvrtil. Později svůj výslech o příčině její smrti několikrát změnil. Žádná jeho verze se neztotožňovala s důkazy.
V lednu 2018 byl obviněn z vraždy, sexuálního útoku a zneužití ostatků těla. Soudní proces začal 8. března 2018, kdy Madsen prohlásil, že je nevinný. Dne 25. dubna 2018 byl shledán vinným ze všech obvinění a odsouzen k doživotnímu trestu odnětí svobody.

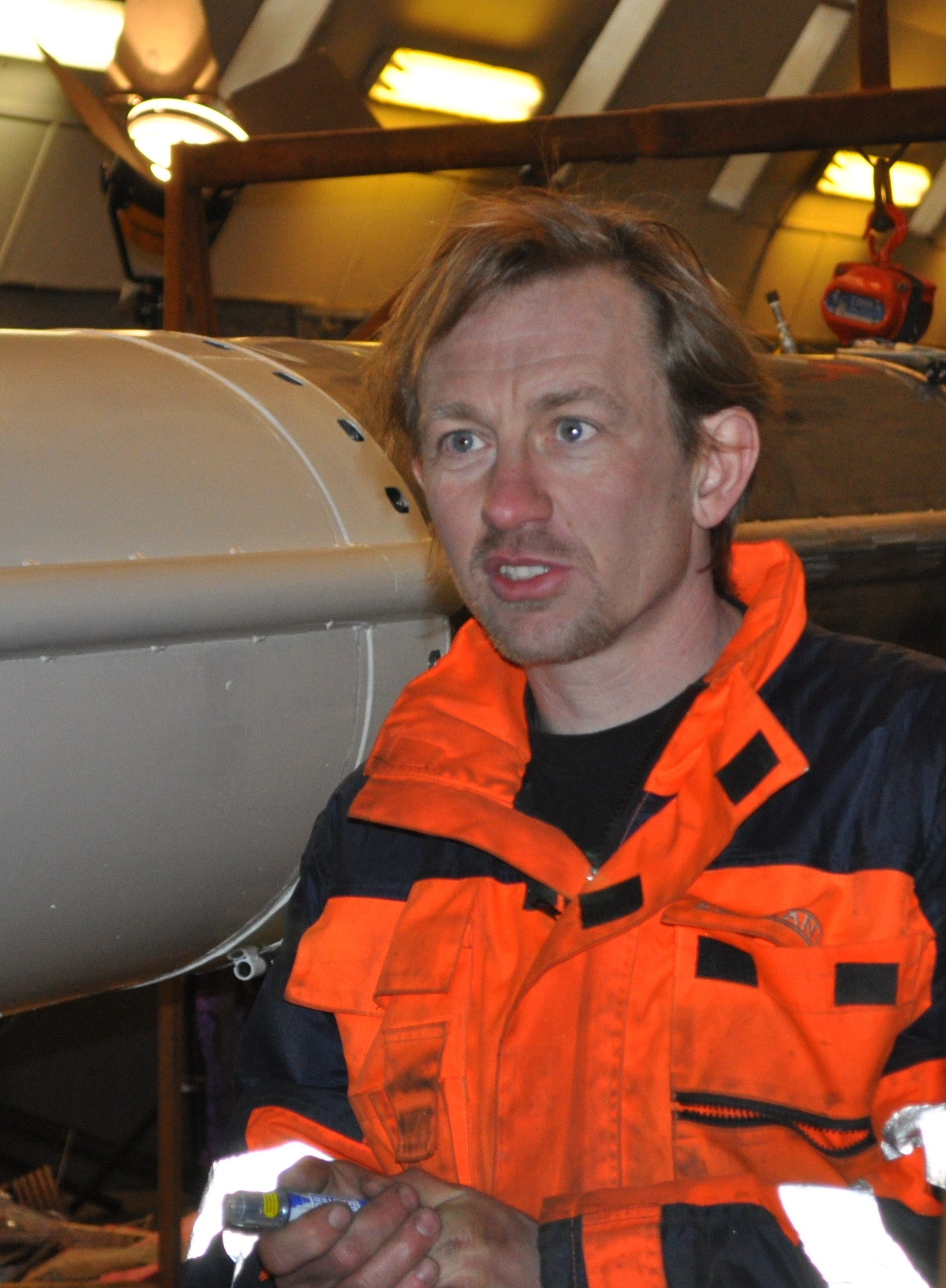
Peter Madsen v roce 2010

Psychiatrický posudek ho popsal jako narcistického psychopata, který postrádá empatii. Proti rozsudku se okamžitě odvolal. Dne 26. září 2018 byl rozsudek potvrzen.

### Pokus o útěk
Dne 20. října 2020 se mu podařilo utéct z vězení. Nedaleko vězení byl ale znovu zadržen. Za útěk mu byl udělen trest odnětí svobody na dvacet jedna měsíců. Trest se mu nezapočítává do doživotního trestu, ale bude brán v potaz, kdyby zažádal o zkrácení trestu nebo propuštění.

## Osobní život
V listopadu 2011 se oženil na kodaňské radnici. V únoru 2018 ho manželka po obvinění z vraždy opustila.
V prosinci 2019 si vzal ruskou opoziční aktivistku Jenny Curpen. Té bylo kvůli vztahu vyhrožováno smrtí. Pár se rozvedl v lednu 2022.